# WON'T BE LONG
《WON'T BE LONG》為バブルガム・ブラザーズ的單曲於1990年8月22日發行。

## 解說
- 本曲搭載於1990年8月的Bay FM的「POWER PLAY」以及電視節目「ヒットスタジオR&N」的片尾曲。

- 同年12月31日的第42回NHK紅白歌合戰的效應之後，於1991年到1992年之間造成極大的迴響。終於在1992年1月達成「百萬銷售」，最終銷售成績突破120萬張。

- 2006年11月29日因為「EXILE&倖田來未」的翻唱版本大賣[1]，唱片公司決定於約16年3個月之後再度發行12cmCD版本。

- 2009年11月25日發行的新專輯《DA BUBBLEGUM BROTHERS SHOW ☆多力本願☆》收錄「WON'T BE LONG〜roots〜」為新的TOM版本。

### 曲目
8cmCD
1. WON'T BE LONG
2. 未来へのパスポート

12cmCD＋DVD
1. WON'T BE LONG
2. WON'T BE LONG（カラオケ）

- DVD：WON'T BE LONG（Music Clip）

## 翻唱

### EXILE&倖田來未
《WON'T BE LONG》為EXILE&倖田來未於2006年11月22日發行的合作單曲。

### 解說
- 本曲為DA BUBBLEGUM BROTHERS的翻唱曲。

- 本次翻唱的促成原因為avex繼上次2005年與GLAY合作的GLAY×EXILE發行的單曲「SCREAM」獲得初登場第1名的紀錄。於是這次再推出將自家當紅藝人的合作組合，雖發行後排名第2不過又幫本曲於15年後再次推進ORICONTOP 3[2]。

- 在「原音鈴聲」方面，在實體CD發行以前，已達100萬次的下載記錄。

#### 收錄的專輯
- 2006年12月，倖田來未於第5張錄音室專輯《Black Cherry》收錄了「WON'T BE LONG 〜Black Cherry Version〜」（本次為倖田來未獨唱與改編曲版）以及「WON'T BE LONG 〜Red Cherry Version〜」（與原曲相同，但歌詞由原來的男性觀點描寫改為女性。僅收錄於初回版）。

- 2007年3月，EXILE於第5張錄音室專輯《EXILE EVOLUTION》收錄了「WON'T BE LONG feat. NEVER LAND」，倖田來未的部份改由TAKAHIRO代替。

- 本曲搭載了dwango.jp 電視廣告曲、mu-mo 電視廣告曲、music.jp 電視廣告曲、全國karaoke事業者協會推薦曲。

- B面曲的「WON'T BE LONG (Karaoke for Guys)」及「WON'T BE LONG (Karaoke for Ladies)」各為ATSUSHI、倖田來未所演唱部份歌詞。

### 曲目

#### CD
1. WON'T BE LONG
2. WON'T BE LONG (Karaoke)
3. WON'T BE LONG (Karaoke for Guys)
4. WON'T BE LONG (Karaoke for Ladies)

#### DVD
1. WON'T BE LONG (Video Clip)
2. WON'T BE LONG (Making) ※CD＋DVD初回版のみ

## 華語翻唱
- 台灣團體Postm3n，1998年發行第二張正規專輯一級棒，第九首舞到瘋

## 資料來源
1. ↑  . Sony Music Online Japan. ソニー・ミュージックネットワーク.   [2008-12-11]. （原始内容存档于2022-03-14） （日语）.
2. ↑  .   [2010-09-03]. （原始内容存档于2008-06-26）.